# Rose Joseph Teisseire
Pour les articles homonymes, voir Teisseire.
Rose Joseph Teisseire est un homme politique français né le 8 septembre 1793 à  Montréal (Aude) et mort le 8 mai 1858 à Carcassonne (Aude).

## Biographie
Propriétaire, il est maire de Carcassonne de 1830 à 1832, conseiller général du canton de Carcassonne-Est en 1833 et député de l'Aude de 1831 à 1839, siégeant à gauche. Il est préfet du Var en 1840.
Il repose au cimetière Saint-Michel de Carcassonne

## Distinction
- Chevalier de la Légion d'honneur (1842)[3]